# فالنت دوژه
فالنت دوژه (به لهستانی:  Falenty Duże) یک روستا در لهستان است که در گمینا راشن واقع شده‌است.